# Chauves Souris
Die Chauves Souris (franz. für Fledermaus) ist eine Stangenwaffe aus Frankreich.

## Beschreibung
Die Chauves Souris hat drei gerade zweischneidige Klingen. Die Klingen verzweigen sich nach der Tülle in eine Haupt- und zwei Seitenklingen. Die Hauptklinge ist länger als die beiden Seitenklingen und hat meist einen Mittelgrat. Die Seitenklingen sind spitz, an der nach außen zeigenden Seite mit bogenförmigen Einbuchtungen und Spitzen versehen und haben in der Regel ebenfalls einen Mittelgrat. Zur Befestigung am Schaft dient eine Tülle. Der Schaft ist aus Holz und am Übergang vom Schaft zur Tülle mit einem Busch aus Wollfransen versehen. Die Wollfransen dienen dazu, dass das Blut beim Gebrauch der Waffe nicht auf den Schaft gelangt, da dadurch die Griffigkeit der Waffe herabgesetzt werden kann. Die Seitenklingen sehen aus wie die Flügel einer Fledermaus, wodurch die französische Bezeichnung entstand. Die Chauves Souris ist eine Version der Korseke und wurde etwa im 15. Jahrhundert benutzt.